# (2803) Vilho
(2803) Vilho ist ein Asteroid des Hauptgürtels, der am 29. November 1940 von der finnischen Astronomin Liisi Oterma in Turku entdeckt wurde.
Der Asteroid wurde nach dem finnischen Meteorologen und Physiker Vilho Väisälä benannt.